# Anemesia birulai
Espèce
Synonymes
- Brachythele birulai Spassky, 1937

Anemesia birulai est une espèce d'araignées mygalomorphes de la famille des Cyrtaucheniidae.

## Distribution
Cette espèce est endémique du Turkménistan.

## Description
Le mâle décrit par Zonstein en 2018 mesure 11,20 mm et la femelle 23,90 mm.

## Étymologie
Cette espèce est nommée en l'honneur de l'arachnologiste russe Alexei Andreevich Byalynitsky-Birula.

## Publication originale
- Spassky, 1937 : Araneae palaearcticae novae. Mygalomorphae. I. Festschrift zum 60 Geburtstage von Prof. Dr. Embrik Strand. vol. 3, p. 361-368.